# كيث بنسون
كيث بنسون (بالإنجليزية: Keith Benson)‏ مواليد 13 أغسطس 1988 في كليفلاند، هو لاعب كرة سلة محترف أمريكي بدأ مسيرته الاحترافية في سنة 2011 حيث تم اختياره من قبل فريق أتلانتا هوكس خلال الدرافت، ويحمل الرقم 24. يبلغ طوله 6 قدم 11 بوصة (2.1 م).

## فرق لعب لها
- دينامو باسكت ساساري
- غولدن ستايت ووريورز

## إحصائيات المسيرة

### الرابطة الوطنية لكرة السلة
الموسم الاعتيادي
| السنة   | الفريق              | لعب | بدأ | دقيقة | ميداني% | ثلاثية | حرة | ارتداد | صنع | استلاب | تصدي | نقطة |
| ------- | ------------------- | --- | --- | ----- | ------- | ------ | --- | ------ | --- | ------ | ---- | ---- |
| 2011–12 | غولدن ستايت ووريورز | 3   | 0   | 3.0   | .000    | –      | –   | 1.0    | 0.0 | 0.0    | 0.0  | 0.0  |

## روابط خارجية
- كيث بنسون على موقع إن بي أي (الإنجليزية)
- كيث بنسون على موقع الدوري التايواني الممتاز لكرة السلة (الصينية)
- كيث بنسون على موقع سبورتس رفرنس (الإنجليزية)
- كيث بنسون على موقع كرة السلة الأوروبية.كوم (الإنجليزية)
- كيث بنسون على موقع DraftExpress.com (الإنجليزية)
- كيث بنسون على موقع إي إس بي إن.كوم (الإنجليزية)
- كيث بنسون على موقع كلية كرة السلة في سبورتس رفرنس.كوم (الإنجليزية)
- كيث بنسون على موقع ريلجم (الإنجليزية)
- كيث بنسون على موقع بروبوليرز (الإنجليزية)
- كيث بنسون على موقع سبورتس رفرنس (الإنجليزية)